# Josh van der Flier

a Compétitions nationales et continentales officielles uniquement.

b Matchs officiels uniquement.
Dernière mise à jour le 22 septembre 2024.
Josh van der Flier est un joueur international irlandais de rugby à XV jouant au poste de troisième ligne aile au Leinster depuis 2014 et en équipe d'Irlande depuis 2016.
Sur le plan individuel, il est élu meilleur joueur du monde pour l'année 2022 par la World Rugby étant le troisième irlandais de l'histoire à remporter ce prix, après le premier lauréat Keith Wood, en 2001 puis celui de Jonathan Sexton en 2018.  

## Biographie

### Jeunesse et formation
Josh van der Flier est d'origine néerlandaise par ses grands-parents paternels, qui se sont installés en Irlande dans les années 1950 pour ouvrir une usine de radiateurs. Il est ainsi souvent surnommé « le disciple néerlandais » dans son entourage au rugby. Il étudie à l'University College Dublin où il intègre ensuite l'équipe amateur évoluant dans la All Ireland League.
En 2012, il rejoint l'équipe d'Irlande des moins de 20 ans à l'occasion du championnat du monde junior, compétition durant lequel il dispute un seul match. La saison suivante, il joue dix matchs avec cette même sélection lors du Tournoi des Six Nations et du championnat du monde.

### Carrière professionnelle

#### Débuts professionnels puis internationaux
Josh van der Flier fait ses débuts professionnels avec le Leinster lors de la saison 2014-2015 à l'occasion d'un match de Pro12 contre les italiens des Zebre. En avril 2015, il signe son premier contrat professionnel. 
Il est appelé pour la première fois avec le XV du Trèfle à l'occasion du Tournoi des Six Nations 2016 durant lequel il dispute son premier match international face à l'Angleterre au stade de Twickenham.

#### Quadruple vainqueur du Pro14 de 2018 à 2021
Pour sa quatrième saison professionnelle, en 2017-2018, il participe à quatorze rencontres avant de se blesser gravement au pied au début du mois de février 2018 lors du premier match du Tournoi des Six Nations, contre la France. Sa saison est donc terminée et il ne participe ainsi pas au reste du tournoi qui voit son pays l'emporter en réalisant le Grand Chelem, ni à la finale du Pro14 durant laquelle le Leinster bat les Scarlets 40 à 32, ni à celle de Coupe d'Europe remportée face au Racing 92. Cette saison, Josh van der Flier remporte donc ses deux premiers titres de sa carrière, bien qu'il ne participe qu'à un match du tournoi et qu'il manque les finales du championnat.
Lors de la saison 2018-2019, il joue treize matchs toutes compétitions confondues, dont seize titularisations et inscrit un essai. Le Leinster se qualifie pour les phases finales de championnat auxquelles il participe. Sa province atteint la finale, où elle affronte les Écossais de Glasgow. Il est titulaire pour cette finale et son équipe s'impose sur le score de 15 à 18. Aussi, le Leinster atteint la finale de la Coupe d'Europe où il affronte les Saracens. Cependant, van der Flier est absent pour cette rencontre à cause d'une blessure. Les Irlandais sont battus 20 à 10.
Durant la saison 2019-2020, le Leinster atteint la finale du Pro14. Pour ce match, face à l'Ulster, Josh van der Flier est titulaire en troisième ligne aux côtés de Caelan Doris et Jack Conan. Son équipe s'impose sur le score de 27 à 5,.
De même la saison suivante, en 2020-2021, le Leinster atteint de nouveau la finale du Pro14. Cette fois, face au Munster, van der Flier est titulaire accompagné de Jack Conan et Rhys Ruddock et son équipe l'emporte une fois de plus, sur le score de 16 à 6,. Il remporte ainsi le Pro14 pour la quatrième saison consécutive.

#### Meilleur joueur du monde en 2022
En 2021-2022, il joue au total onze matchs inscrivant quatre essais. Sa province se qualifie dans un premier temps en finale de la Coupe d'Europe après avoir éliminé le Connacht, Leicester et le Stade toulousain. En finale, face au Stade rochelais, il est titulaire en troisième ligne avec Doris et Conan. Il joue l'intégralité de la rencontre mais son équipe est battue sur le score de 21 à 24. En United Rugby Championship, le Leinster est éliminé en demi-finale par l'équipe sud-africaine des Bulls.
Avec le XV du Trèfle, il est sélectionné pour le Tournoi des Six Nations 2022, durant lequel il joue les cinq matchs, tous en tant que titulaire et marque deux essais. L'Irlande termine en deuxième position derrière la France qui réalise le Grand Chelem. Il réalise un bon tournoi, lui permettant d'être nommé dans l'équipe type de la compétition.
À la fin de l'année 2022, il est nommé Meilleur joueur du monde World Rugby, succédant à Antoine Dupont. Il fait également partie du XV masculin de l'année.

#### Grand Chelem avec l'Irlande en 2023
Durant la saison 2022-2023, il est d'abord convoqué début janvier 2023 par Andy Farrell pour disputer le Tournoi des Six Nations 2023. Il joue les cinq matchs du tournoi en tant que titulaire inscrivant un essai, et l'Irlande remporte la compétition en réalisant le Grand Chelem. Il est, pour la deuxième année consécutive, nommé dans l'équipe type du tournoi. De retour avec le Leinster, son équipe est dans un premier temps éliminée en demi-finale du United Rugby Championship par le Munster qui remportera la compétition. Toutefois, la province se qualifie en finale de la Champions Cup où elle affronte le Stade rochelais pour la seconde année consécutive. Pour cette rencontre, van der Flier est titulaire en troisième ligne accompagné par Doris et Conan, mais les Rochelais l'emportent une fois de plus, sur le score de 27 à 26. Il perd ainsi sa deuxième finale dans la compétition en deux ans,. Il est aussi nommé pour le titre du meilleur joueur EPCR de l'année 2023, finalement remporté par Grégory Alldritt.
Fin mai 2023, il est présélectionné dans un groupe de 42 joueurs pour préparer la Coupe du monde 2023 avec son pays,.
En janvier 2024, il est sélectionné pour le Tournoi des Six Nations.
Durant la saison 2024-2025, il remporte la finale du United Rugby Championship en battant les Sud-Africains des Bulls sur le score de 32 à 7. Il s'agit du premier titre gagné par le Leinster depuis 2021, après de nombreuses finales perdues.

## Statistiques

### En province
| Saison         | Club           | Championnat               | Championnat | Championnat | Coupe d'Europe | Coupe d'Europe | Coupe d'Europe |
| Saison         | Club           | Compétition               | Matchs      | Essais      | Compétition    | Matchs         | Essais         |
| -------------- | -------------- | ------------------------- | ----------- | ----------- | -------------- | -------------- | -------------- |
| 2014-2015      | Leinster       | Pro12                     | 6           | -           | Coupe d'Europe | -              | -              |
| 2015-2016      | Leinster       | Pro12                     | 13          | 2           | Coupe d'Europe | 5              | 1              |
| 2016-2017      | Leinster       | Pro12                     | 14          | 3           | Coupe d'Europe | 8              | -              |
| 2017-2018      | Leinster       | Pro14                     | 8           | -           | Coupe d'Europe | 6              | 1              |
| 2018-2019      | Leinster       | Pro14                     | 7           | 1           | Coupe d'Europe | 6              | -              |
| 2019-2020      | Leinster       | Pro14                     | 4           | -           | Coupe d'Europe | 7              | 1              |
| 2020-2021      | Leinster       | Pro14                     | 6           | 1           | Coupe d'Europe | 4              | 1              |
| 2020-2021      | Leinster       | Pro14 Rainbow Cup         | 4           | -           | Coupe d'Europe | 4              | 1              |
| 2021-2022      | Leinster       | United Rugby Championship | 8           | 1           | Coupe d'Europe | 8              | 6              |
| 2022-2023      | Leinster       | United Rugby Championship | 7           | 2           | Coupe d'Europe | 7              | 6              |
| Total Leinster | Total Leinster | Total Leinster            | 77          | 10          | Coupe d'Europe | 51             | 16             |

### Internationales

#### Équipe d'Irlande des moins de 20 ans
Josh van der Flier a disputé onze matchs avec l'équipe d'Irlande des moins de 20 ans en deux saisons, prenant part à une édition du Tournoi des Six Nations des moins de 20 ans en 2013 et à deux éditions du Championnat du monde junior en 2012 et 2013. Il n'a pas inscrit de points.

#### Équipe d'Irlande
Au 4 mars 2025, Josh van der Flier compte 73 sélections en équipe d'Irlande pour 13 essais marqués, soit 65 points. Il a pris part à huit éditions du Tournoi des Six Nations depuis 2016 et à une édition de la Coupe du monde, en 2019.

## Palmarès

### En club
- Leinster
  - Vainqueur du Pro14/United Rugby Championship en 2018[N 1], 2019, 2020, 2021 et 2025.
  - Finaliste de la Coupe d'Europe/Champions Cup en 2022, 2023 et 2024.

### En sélection nationale
- Irlande
  - Vainqueur du Tournoi des Six Nations en 2018 (Grand Chelem), 2023 (Grand Chelem) et 2024.

### Distinctions personnelles
- Membre de l'équipe type du Tournoi des Six Nations en 2022 et 2023.
- Membre du XV masculin de l'année en 2022.
- Meilleur joueur du monde World Rugby en 2022.
- Prix EPCR du joueur européen de l'année en 2022
- Meilleur marqueur d'essais de la Champions Cup en 2023. (6 essais)